# Luis Herrera Cano
General Luis Herrera Cano fue un militar mexicano que participó en la Revolución mexicana. Nació en Parral, Chihuahua, el 20 de junio de 1876, siendo hijo de José de la Luz Herrera y de Florencia Cano y, a su vez, hermano del general Maclovio Herrera Cano. En 1910 luchó como partidario de Francisco I. Madero. En 1913 peleó al lado de Francisco Villa, siendo de los pocos que no siguieron con él cuando desconoció a Venustiano Carranza. Estuvo representado en la Convención de Aguascalientes por Jesús Garza González. Operó en los estados de Chihuahua y Sinaloa y participó en la defensa de Torreón, en diciembre de 1916; fue hecho prisionero por las tropas villistas y ahorcado. Su cadáver fue trasladado a la Ciudad de México, en compañía de los restos de su hermano en 1935. 